# Stefan Ochaba

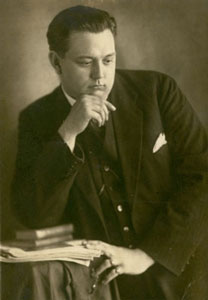
Stefan Ochaba

Stefan Ochaba (* 1904 in Brünn, Österreich-Ungarn; † 1948 in Wien, Österreich) war ein österreichischer Kirchenmusiker, Chorleiter und Komponist.

## Leben
Ochaba studierte ab 1918 an der Abteilung für Kirchenmusik der Universität für Musik und darstellende Kunst in Klosterneuburg bei Max Springer, Franz Moißl, Vinzenz Goller und Andreas Weißenbäck. Er ging 1924 nach Pantschowa und leitete von 1926 bis 1938 den Chor der katholischen Kirche in Werschetz. Hier veröffentlichte er 1930 das Kirchenliederbuch. Sammlung von geistlichen Volksgesängen zum Gebrauch beim heiligen Gottesdienst und 1936 einen Anhang dazu.
1938 kehrte er im Zuge der Rückführung der im Ausland lebenden deutschen Staatsbürger nach Wien zurück, wobei sein musikalischer Nachlass in Pancsova und Werschetz zurückblieb. Diesen konnte er wegen des Ausbruchs des Zweiten Weltkrieges nicht mehr nachholen, und er wurde zu großen Teilen von den Partisanen Titows vernichtet. Ochaba unterrichtete dann Musik an Mittelschulen in Wien und wirkte als Chorleiter und Organist an der Servitenkirche. 1948 starb er an den Folgen einer Lungenentzündung. Von seinen zahlreichen Kompositionen sind nur wenige erhalten, darunter Herr, bleib bei uns, Vater unser, Gegrüßet seist du, Maria, eine Deutsche Messe, eine Marienmesse, Abend auf der Heide, Salve Regina, Trauerchöre sowie mehrere Lieder.